# Санджик
Санджик — посёлок в Верхнекетском районе Томской области, Россия. Входит в состав Ягоднинского сельского поселения.

## География
Посёлок расположен на юго-западе Верхнекетского района. Восточнее протекает река Суйга. С запада к Санджику прилегает Томская железная дорога, на которой в посёлке имеется станция. Примерно в 3 км юго-восточнее расположен административный центр поселения — посёлок Ягодное.
Вопреки названию, посёлок не имеет отношения к протекающей по территории сельского поселения реке Санджике — ближайший участок реки находится в 9 км западнее.

## Население
| 2002 | 2010 | 2012 | 2013 | 2014 | 2015 | 2021 |
| ---- | ---- | ---- | ---- | ---- | ---- | ---- |
| 31   | ↘30  | ↘28  | →28  | ↗31  | ↘29  | ↘8   |

## Социальная сфера
Местное население занято в обслуживании железнодорожной станции. Ближайшие школа, библиотека, фельдшерско-акушерский пункт находятся в Ягодном.